# フランケンウィニー (1984年の映画)
『フランケンウィニー』（Frankenweenie）は、ティム・バートンが監督した、1984年公開の短編映画。モノクロ。ファンタジー。

## 概要
まだディズニーに在籍し、アニメーターとして働いていた当時25歳のティム・バートンが原案・監督をしており、100万ドルの製作費で作られた。バートンはインタビューで、もともとの製作の発端は、いくつかのイラストと自分の感情、そして短編映画にするに当たっての期待から生まれたと語っている。メアリー・シェリーの小説『フランケンシュタイン』と、1930年代に製作されたジェームズ・ホエール監督のユニヴァーサル映画の古典ホラー『フランケンシュタインの花嫁』などをモチーフに、うまく現代風にアレンジされており、設定もカリフォルニアの郊外に移し変えるなど、現在のバートン映画のルーツを垣間見ることが出来る。
またバートンにとって、プロの俳優たちと本格的に仕事をすることになる最初の作品が本作である。出演陣も実力派揃いで、『ネバーエンディング・ストーリー』のバスチアン役でも知られるバレット・オリヴァーを始め、シェリー・デュヴァルやダニエル・スターン、カルト映画監督のポール・バーテル、そして『ロスト・イン・トランスレーション』の監督・脚本家として後に才能を開花させた、若き日のソフィア・コッポラなども脇役として顔を出している。
当初は、アメリカで『ピノキオ』と同時上映されることになっていたが、PG指定との評定をつけられたため、ディズニーは本作をお蔵入りにしてしまう。だが、時も過ぎてティム・バートンという名前が世間にも認知され始めると、再び本作の存在が取り上げられ、世界で日の目を浴びることになった。ただし、イギリスでは『恐竜伝説ベイビー』の公開時に同時上映された。日本では、『ナイトメアー・ビフォア・クリスマス』の公開時に東京・大阪のみで同時上映された。お蔵入りになってしまった本作だが、業界内では評判を呼び、当時子供番組の人気ホストだったポール・ルーベンスから『ピーウィーの大冒険』の監督オファーを受けるきっかけとなる。およそ30分ほどの本作だが、製作にかける時間がもう少しあれば、この作品を長編に出来たとも語っている。

## あらすじ
カリフォルニアの郊外に住むフランケンシュタイン家の一人息子、ヴィクター（バレット・オリバー)は、ある日愛犬のスパーキー（ブルテリア犬）を自動車事故で亡くしてしまう。悲しみに暮れていたある日、学校の化学の授業で、担任のウォルシュ（ポール・バーテル）が、電流でカエルを蘇生させるのを見て、ヴィクターはスパーキーを生き返らせられると確信する。墓地からスパーキーを掘り返すと、母親のスーザン（シェリー・デュヴァル）と父親のベン（ダニエル・スターン）に内緒で自宅の屋根裏部屋でスパーキーの蘇生実験を開始する。嵐の落雷によって、見事生き返ったスパーキーだが、近隣の住民はそんなスパーキーをモンスターだと言って気味悪がり、大騒ぎになる。そして、スパーキーを怪物呼ばわりし始めた住民たちは、スパーキーを町から排除しようと団結して追い回し始める。住民に追われ、さびれたミニゴルフ場の風車小屋に逃げ込むスパーキーだった。

## キャスト
| 役名                             | 俳優                          | 日本語吹替 |
| -------------------------------- | ----------------------------- | ---------- |
| ヴィクター・フランケンシュタイン | バレット・オリバー            |            |
| スーザン・フランケンシュタイン   | シェリー・デュヴァル          | 定岡小百合 |
| ベン・フランケンシュタイン       | ダニエル・スターン            | 竹村拓     |
| ウォルシュ先生                   | ポール・バーテル              | 石波義人   |
| チェンバース氏                   | ジョゼフ・メイハー            | 村松康雄   |
| アン・チェンバース               | ソフィア・コッポラ （ドミノ） |            |
| フランク・デイル                 | ジェイソン・ハーヴェイ        |            |
| エプスタイン夫人                 | ロズ・ブレイバーマン          | 相生千恵子 |
| スパーキー                       | 彼自身                        | 原語版流用 |

## スタッフ
- 監督／原案／美術（ノンクレジット）：ティム・バートン
- 製作：ジュリー・ヒックソン＆リック・ヘイリックス
- 脚本：レオナルド・リップス
- 撮影：トーマス・アッカーマン＆ウエリ・スタイガー
- 音楽：マイケル・コンヴェルティーノ＆デヴィッド・ニューマン
- 編集：アーネスト・ミラノ
- スペシャル・サンクス：クリス・バック
- スタント：ボブ・ヘロン
- 録音：リチャード・ポートマン
- 字幕翻訳：石田泰子

## 封切り
日本では1994年10月15日から東京・大阪のみで『ナイトメアー・ビフォア・クリスマス』と同時上映された。

### ソフト
- 『ナイトメアー・ビフォア・クリスマス』VHS特典映像（1996年11月21日発売）
- 『フランケンウィニー』Blu-ray特典映像（2019年7月17日発売）

## 長編化
モノクロ・3D・ストップモーション・アニメーションとしてバートン自身により長編映画化され、全米では2012年10月5日に公開された。